# Mirail - Basso Cambo (metropolitana di Tolosa)
Mirail − Basso Cambo è una stazione della metropolitana di Tolosa, inaugurata il 26 giugno 1993, nonché terminale della Linea A. È dotata di una banchina a otto porte e perciò può accogliere treni composti da due vetture.

## Architettura
L'opera d'arte, che si trova all'esterno della stazione, è composta da tre alberi di maestra in acciaio ognuno sormontato da una figura piana in plexiglas colorata (triangolo verde, rettangolo rosso, ovale dorato). L'installazione è realizzata da  Beate Honsell-Weiss.

## Servizi
La stazione dispone di:
- Biglietteria automatica
- Scale mobili